# 테일러 힉스
테일러 힉스(Taylor Hicks, 1976년 10월 7일 ~ )는 미국의 가수로 1976년 10월 7일 미국에서 출생하였다. 1997년 1집 앨범 In Your Time을 발매하였으며, 2006년 폭스TV 《아메리칸 아이돌 시즌 5》의 우승자이기도 하다. 정식 데뷔는 2006년 7월 하였고, 테일러 힉스의 데뷔 싱글인 "Do I Make You Proud?"는 발매와 동시에 진입 첫 주에 빌보드 싱글 차트 1위에 등극하였다.

## 생애

### 어린 시절
힉스는 1976년 10월 7일 미국 앨라배마주 버밍엄에서 태어났다.
그가 14살이 되던 해에 그의 머리 색이 회색으로 변하기 시작하였다. 그의 부모님은 이혼하였으며, 계모인 Linda에 의해서 자라왔다.
그가 음악의 길을 걷기 시작한 것은 16살때 2달러를 주고 구입한 하모니카에 의해서였다. 그는 스스로 하모니카를 연주하는 법을 배웠고, 하모니카를 이용하여 자신이 절대음감의 재능을 가지고 있다는 것을 발견했다. 그리고 그가 18살이 되던 해에 "In Your Time"이라는 첫 번째 곡을 썼다.

### 학 력
Hoover High School을 졸업하였고, Auburn University에서 경영학과 저널리즘을 전공하였지만 3년만에 흥미를 잃고 그만두었다.

### 아메리칸 아이돌 2006
힉스는 아메리칸 아이돌 시즌 5의 우승자로 많이 알려져있다.
그는 2005년 10월 10일 라스베이거스에서 아메리칸 아이돌 오디션을 보았다. 그는 외모라는 한계에 부딛혀 수많은 악평과 매우 비관적인 평가를 받아왔다. 하지만 그의 음악에 대한 열정과 뛰어난 가창력은 그가 캐서린 맥피, 엘리엇 야민과 함께 TOP3에 진출 할 수 있게 해주었고, 결국 우승을 하였다.

## 음반 실적
힉스는 아메리칸 아이돌 시즌 5에서 뛰어난 가창력으로 우승을 하였다. 아메리칸 아이돌의 우승자는 물론, 준우승, 3등, 4등까지도 제작자들에게 러브콜이 쏟아졌다. 테일러 힉스는 아메리칸 아이돌 우승 당시 많은 장르의 곡을 소화할 수 있었고, 노래를 진실되게 부르는 가수가 될 것이라는 기대가 있었지만, 데뷔 싱글 곡인 'Do I Make You Proud'만을 히트시키고, 지난 3년간 빌보드 차트 100위안에 그의 노래를 올리지 못했다.

## 평가
테일러의 첫 오디션인 라스베이거스 오디션에서 아메리칸 아이돌 심사위원인 폴라 압둘과 랜디 잭슨에게는 호평을 받았지만, 사이먼 코웰은 '테일러 당신은 절대 결승전까지 가지는 못할꺼에요'라는 냉담한 평가를 받았다.
또한, 마이클 맥도날드를 연상시키는 목소리를 가지고 있으며, 할리우드 오디션에서 사이먼 코웰은 "누가 보면 참가자 아버지라고 생각하겠다"고 했고, 라이언 시크레스트는 그가 "전형적인 아이돌 이미지가 아니기 때문에 중요한 존재"라고 평한 바 있다.
사이먼 코웰은 항상 테일러에게 악평을 많이 하였고, 힉스가 상업적인 성공을 할 수 없을 것이라고 하였다.
테일러 힉스는 6300만표를 얻어 우승을 하였고, 사이먼은 테일러의 우승을 축하하며 그를 인정하기 시작하였다.

## 음반 목록
- 1997년 In Your Time
- 2005년 Under the Radar
- 2006년 Do I Make You proud / Takin' It to the Streets - Single
- 2006년 12월 Taylor Hicks
- 2008년 10월 Early Works
- 2009년 1월 What's Right is Right
- 2009년 3월 The Distance
- 2009년 4월 Seven Mile Breakdown(Chuck Ainlay Country Mix)

## 수상 내역 및 경력
2006년
- 2006년 미피플지 선정 가장 매력적인 독신남 1위.[5]
- 2006년 폭스TV 아메리칸 아이돌 시즌5 우승
- 2008년 <그리스, Grease>로 브로드웨이 데뷔.[6]

## 출 처
1. ↑  2007-11-18 9'avenue - American idol - 테일러힉스&케서린맥피 Blog [깨진 링크(과거 내용 찾기)]
2. ↑  이다혜 2007-03-16 <아메리칸 아이돌> : 기사 : 씨네21  보관됨 2016-03-04 - 웨이백 머신
3. ↑  Christopher Rocchio 2007-07-03 Simon Cowell has harsh words for Taylor Hicks and Jennifer Hudson
4. ↑  STEPHEN M. SILVERMAN 2006-05-24 people. Simon to Talyor : 'You've won American Idol'  보관됨 2011-03-29 - 웨이백 머신
5. ↑  헤럴드경제 2006-06-16 테일러 힉스 '美서 가장 매력적인 남자'에
6. ↑  플레이DB2008-05-23 아메리칸 아이돌 우승자! 그리스에 합류!